# Herbert Franke
Herbert Franke (Köln, 1914. szeptember 27. – 2011. június 10.; kínai neve pinjin hangsúlyjelekkel: Fú Hèbó; magyar népszerű: Fu Ho-po; kínaiul: 福赫伯) német sinológus.

## Élete és munkássága
A második világháborút követően Herbert Franke – Wolfgang Bauerrel közösen – jelentős szerepet játszott a Lajos–Miksa Egyetem sinológiai fakultásának elindításában. Később itt volt tanszékvezető Erich Haenisch.
Franke a kínai történelem szakavatott ismerőjeként elsősorban kitaj, a dzsürcsi, valamint a mongol dinasztiák történeti kutatásával foglalkozott. Részt vett a The Cambridge History of China 6. kötetének elkészítésében is.

## Főbb művei
- Geld und Wirtschaft in China unter der Mongolen-Herrschaft. 1949
- Die goldene Truhe. Chinesische Novellen aus zwei Jahrtausenden. 1959 (Wolfgang Bauerrel)
- Fischer Weltgeschichte Band 19. Das chinesische Kaiserreich. 1968 (Rolf Trauzettellel)
- Krieg und Krieger im chinesischen Mittelalter (12. bis 14. Jahrhundert). 2003